# Науковое
Науковое (укр. Наукове; до 2024 года — Першотравневое) — посёлок, Южногородской совет, Харьковский район, Харьковская область.
Код КОАТУУ — 6325111001. Население по переписи 2001 года составляет 318 (150/168 м/ж) человек.

## Географическое положение
Посёлок Науковое находится на расстоянии одного км от города Южный (Харьковская область), в 2-х км — пгт Высокий, в 3-х км — город Мерефа.
Рядом с посёлком проходит автомобильная дорога М-18 (E 105).

## Происхождение названия
Ранее посёлок назван в честь праздника весны и труда Первомая, отмечаемого в различных странах 1 мая; в СССР он назывался Международным днём солидарности трудящихся.
На территории Украинской ССР имелись 50 населённых населённых пунктов с названием Першотравневое и 27 — с названием Первомайское, из которых до тридцати находились в 1930-х годах в тогдашней Харьковской области,.

## История
- 1963 — дата основания.

## Достопримечательности
- Братская могила советских воинов. Похоронены 16 павших воинов.